# 噶勒章那木濟勒
噶勒章那木济勒（1854年—1913年），綽羅斯氏，蒙古族，科布多杜尔伯特部人，清末杜爾伯特汗。

## 生平
噶勒章那木济勒是杜尔伯特部右翼前右旗札萨克多罗贝勒巴咱爾扎那之子，任台吉。后于同治九年四月十一日（1870年）作为原杜爾伯特汗密什克多爾濟的嗣子，承袭杜爾伯特汗爵位。
在1911年外蒙古独立后，噶勒章那木济勒照旧听科布多参赞大臣溥𨬔节制，未同大蒙古国合流。民国元年（1912年），中华民国北京政府准其食双俸。同年8月，俄军同外蒙古军队联合攻占科布多，忠于清朝的科布多参赞大臣溥𨬔被俄军押解出境。1913年，噶勒章那木济勒去世。而其子圖們德勒格爾扎布因積極參加科布多之戰而被博克多汗嘉獎，並繼任杜爾伯特汗。